# Matanza Ritual
Matanza Ritual é uma banda brasileira de hardcore formada em 2019, liderada pelo ex-vocalista da banda Matanza Jimmy London. Sua formação ainda contam com os músicos Felipe Andreoli (baixo, também do Angra), Antônio Araújo (guitarra, Korzus) e Amílcar Christófaro (bateria, Torture Squad).

## História

### O fim do Matanza e o surgimento de duas novas bandas
Em maio de 2018, o Matanza anunciou que encerraria suas atividades em outubro do mesmo ano após 22 anos, devido a "questões pessoais que precisam ser atendidas, possibilidades profissionais que precisam ser contempladas e necessidades artísticas que (...) levam à [sic] caminhos distintos".
Os ex-integrantes se dividiram em dois grupos, de um lado o vocalista Jimmy London, e de outro Marco Donida, Maurício Nogueira, Dony Escobar e Jonas Cáffaro, estes últimos fundariam o Matanza Inc, com o vocalista Vital Cavalcante, enquanto Jimmy em paralelo fundaria o Matanza Ritual.

### Fundação do Mantanza Ritual e primeiro single
Em 2020, Jimmy decide reviver a atmosfera dos shows do antigo Matanza, e por isso funda o Matanza Ritual, recrutando como companheiros de banda o baixista Felipe Andreoli (Angra), o guitarrista Antonio Araújo (Korzus) e o baterista Amilcar Cristófaro (Torture Squad e Kisser Clan). No mesmo ano sai o primeiro lançamento da banda, o single "Tempo Ruim", uma releitura de um clássico do quarto disco do Matanza, A Arte do Insulto, e que também ganhou um videoclipe. Naquele ano, a turnê Ritual Hits foi adiada devido à pandemia do COVID-19.

### Apresentações e novos singles de inéditas
Em 2022 veio a primeira música inédita, "Sujeito Amargo", faixa escrita por Antônio junto a Jimmy London, com a ideia de passar o desconforto e a ansiedade que o tal sujeito amargo sente em seu âmago.
Em 2 de setembro de 2022, se apresentam no palco Supernova do festival Rock in Rio, juntamente com Ratos de Porão, Surra e Crypta.
Em agosto de 2023, colocam no streaming e em videoclipe a debochada e crítica "Rei Morto", sobre pessoas que dão sugestão sobre tudo, que têm uma personalidade para cada situação do cotidiano, o famigerado sujeito com o “rei na barriga”.
Em 9 de dezembro de 2023, realizam o Matanza Ritual Fest em São Paulo, onde se apresentam ao lado das bandas Crypta, Black Pantera e Malvada.
Ainda em dezembro, sai o novo single “Morte Súbita”, inspirado no termo “banalidade do mal”, criado por Hannah Arendt.
Em março de 2024, se apresentam no festival Abril Pro Rock, em Recife, ao lado das bandas Krisiun e Korzus.
Ainda em 2024, ao lado da banda Massacration realizam a turnê Mata e Amassa – The Crazy World Tour.
Em 29 de novembro de 2024, a banda lançou o single "Paciente Secreto".
Em 5 de fevereiro de 2025, a banda lançou o single "Assim Vamos Todos Morrer".

### Primeiro disco
No dia 21 de março de 2025, a banda lançou o primeiro disco de estúdio  "A Vingança é Meu Motor", composto de 13 faixas incluindo os singles lançados desde 2024.

## Integrantes
- Jimmy London (vocais) (2019 - atualmente)
- Felipe Andreoli (baixo) (2019 - atualmente)
- Antônio Araújo (guitarra) (2019 - atualmente)
- Amílcar Christófaro (bateria) (2019 - atualmente)

## Discografia

### Álbuns de estúdio
- (2025) A Vingança é Meu Motor[44]